# STS-7

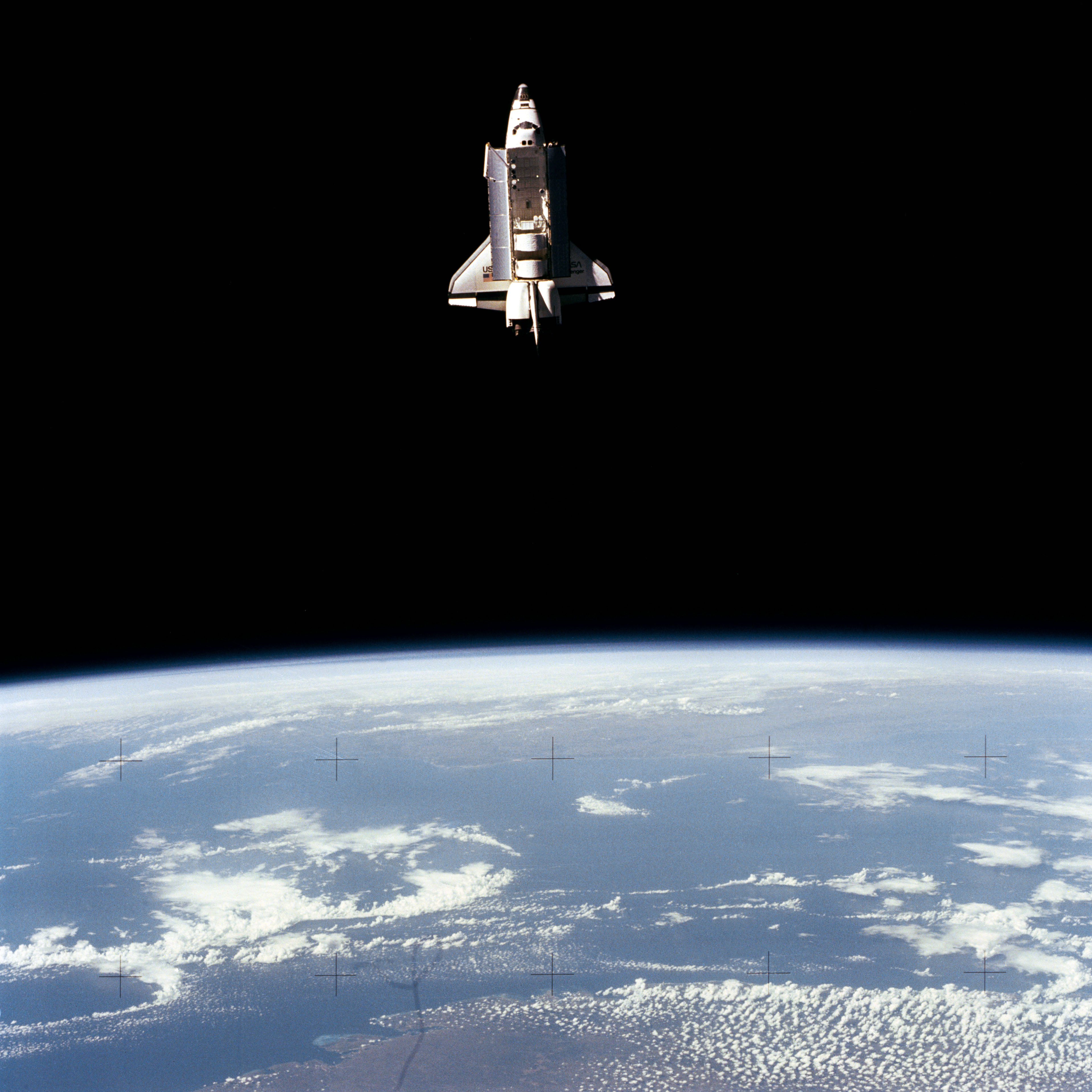

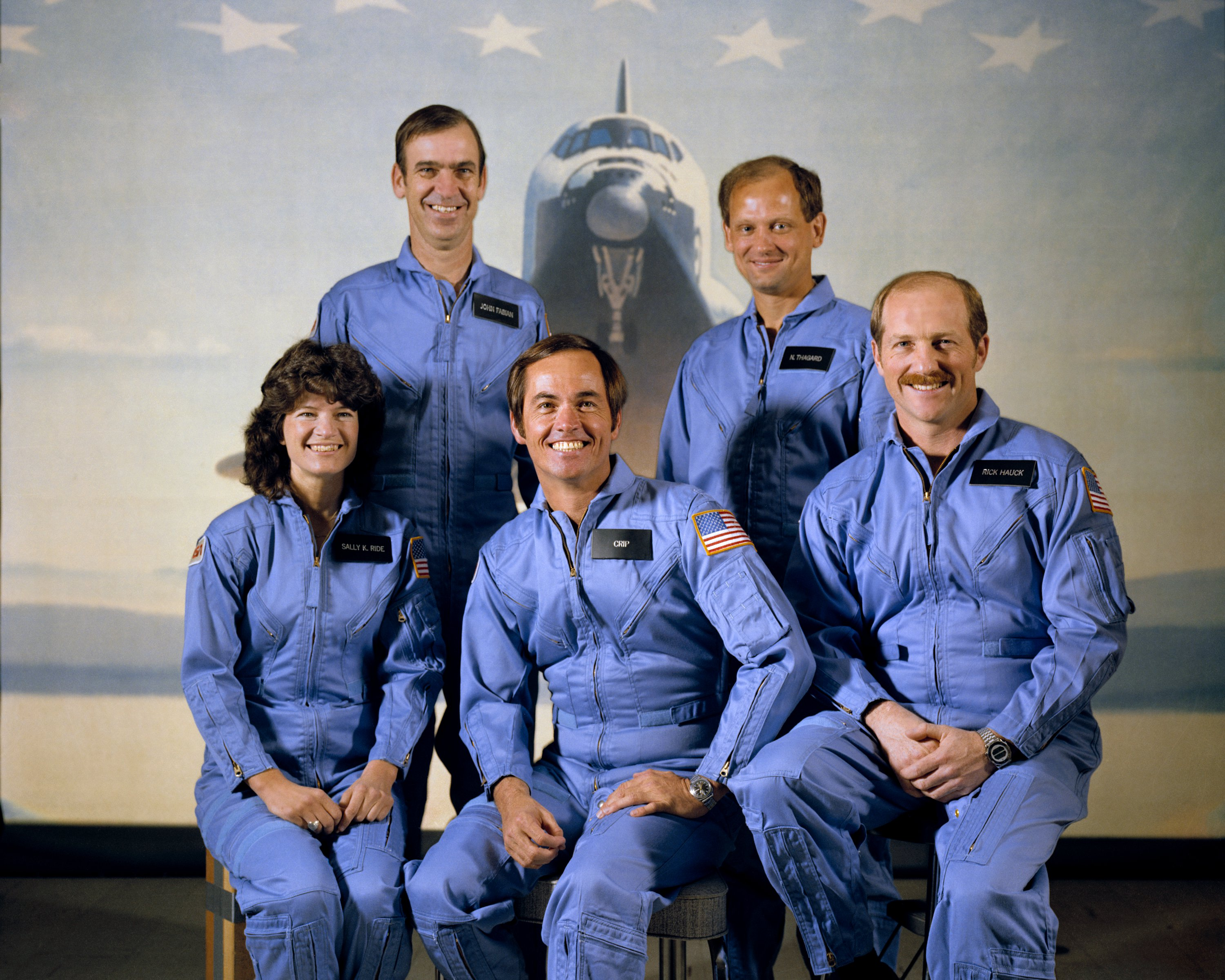
라이드, 파비안, 크리펜, 타가드, 호크

STS-7은 NASA의 일곱 번째 우주 왕복선 임무이자 챌린저 우주왕복선의 두 번째 임무였다. 임무를 수행하는 동안 챌린저는 여러 위성을 궤도에 배치했다. 왕복선은 1983년 6월 18일 케네디 우주 센터에서 발사되어 1983년 6월 24일 에드워즈 공군기지에 착륙했다. STS-7에는 미국 최초의 여성 우주 비행사인 샐리 라이드가 탑승했다.

## 사고
STS-7은 발사 중에 처음으로 알려진 우주왕복선 외부 연료 탱크(ET) 양각대 램프 폼 손실 사건을 경험했다. 이것이 거의 20년 후 STS-107 동안 콜롬비아가 결국 손실된 근본 원인이었다. 챌린저가 궤도에 있는 동안 창문 중 하나가 우주 잔해에 의해 심각하지 않게 손상되었다.

## 갤러리

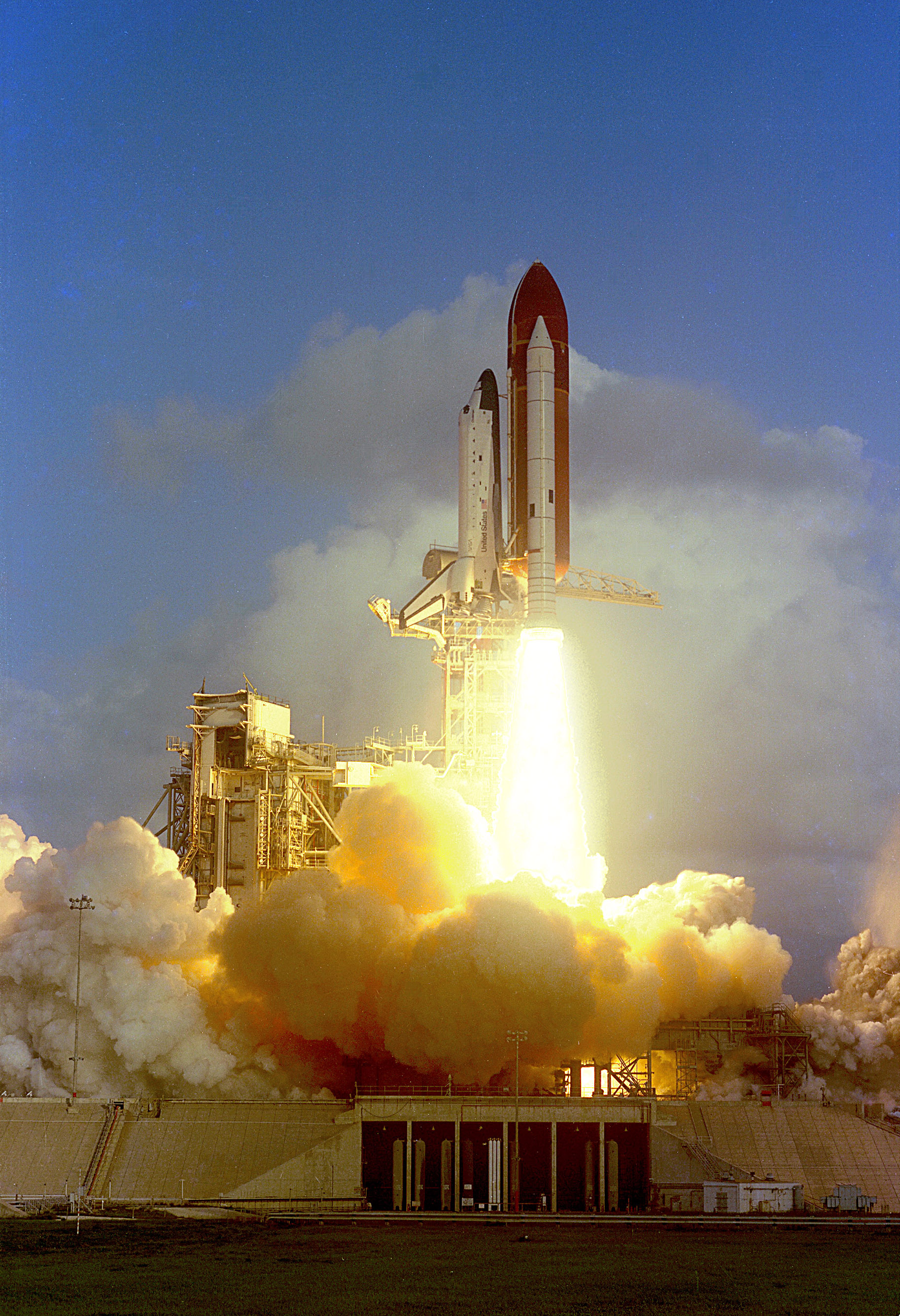
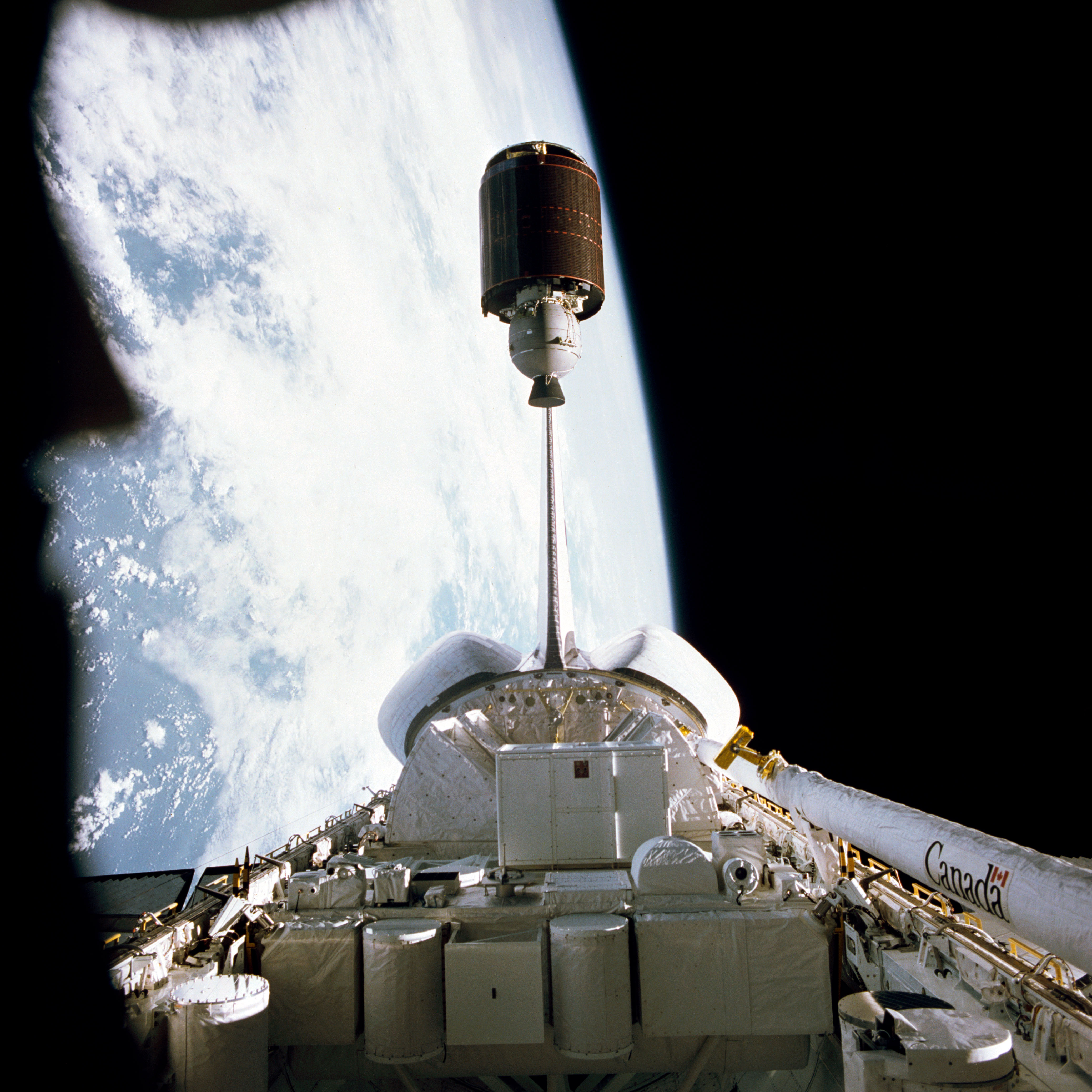
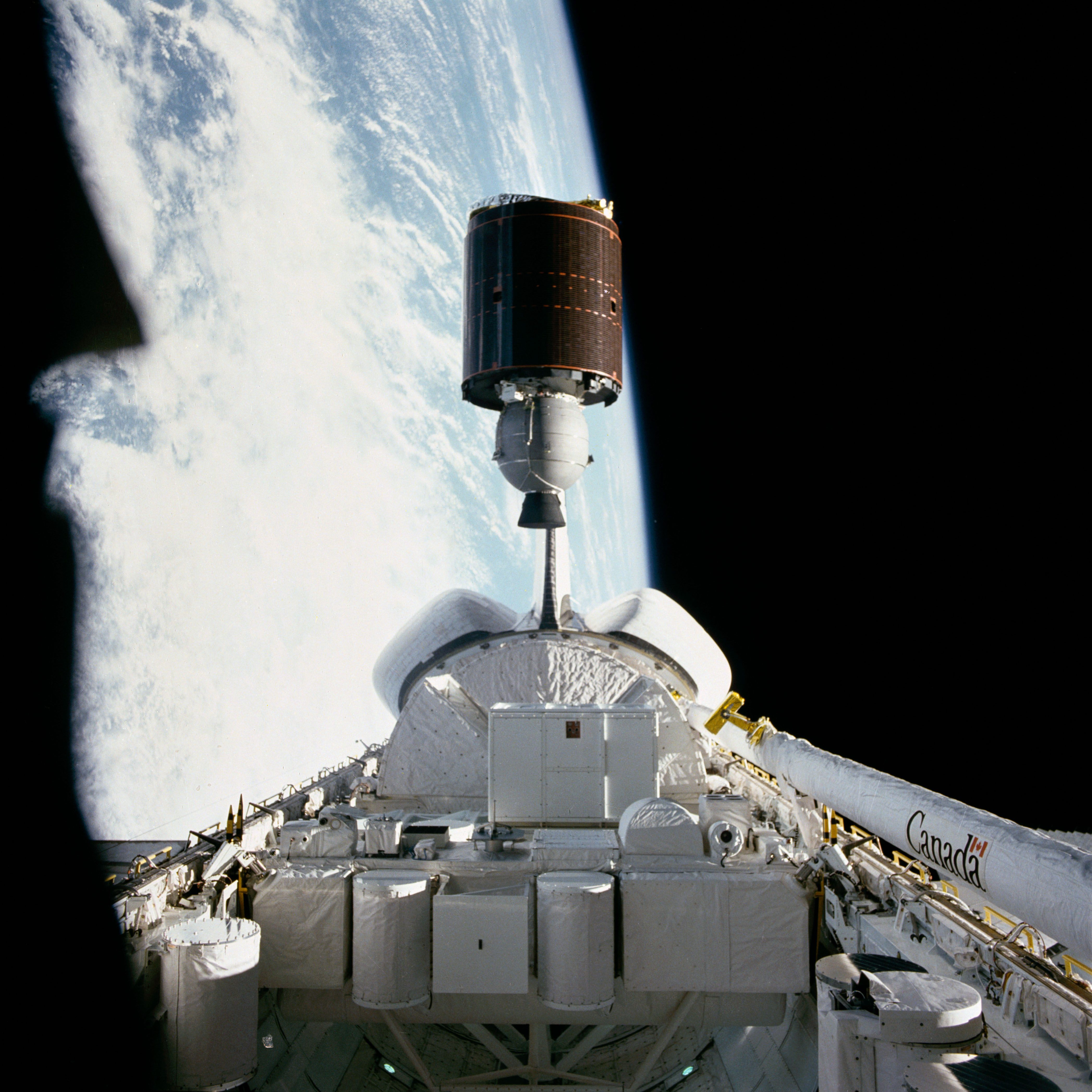
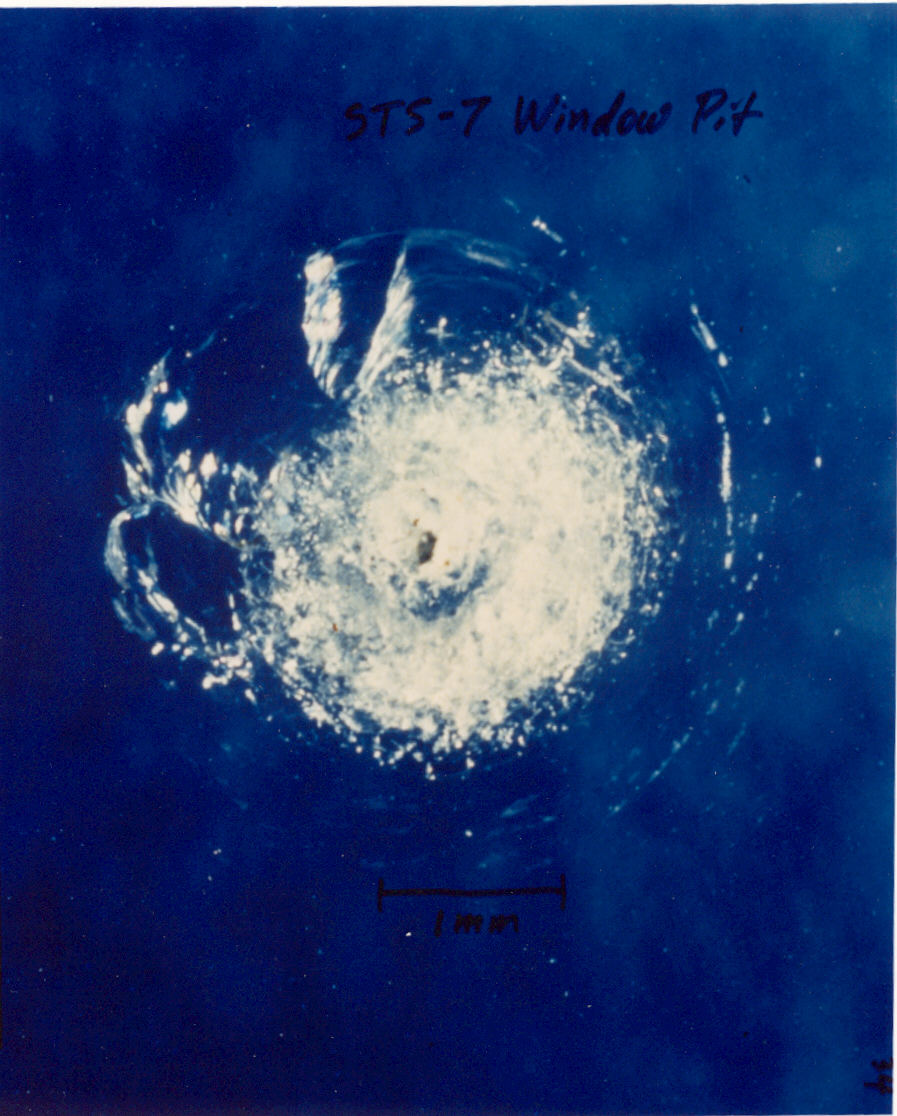
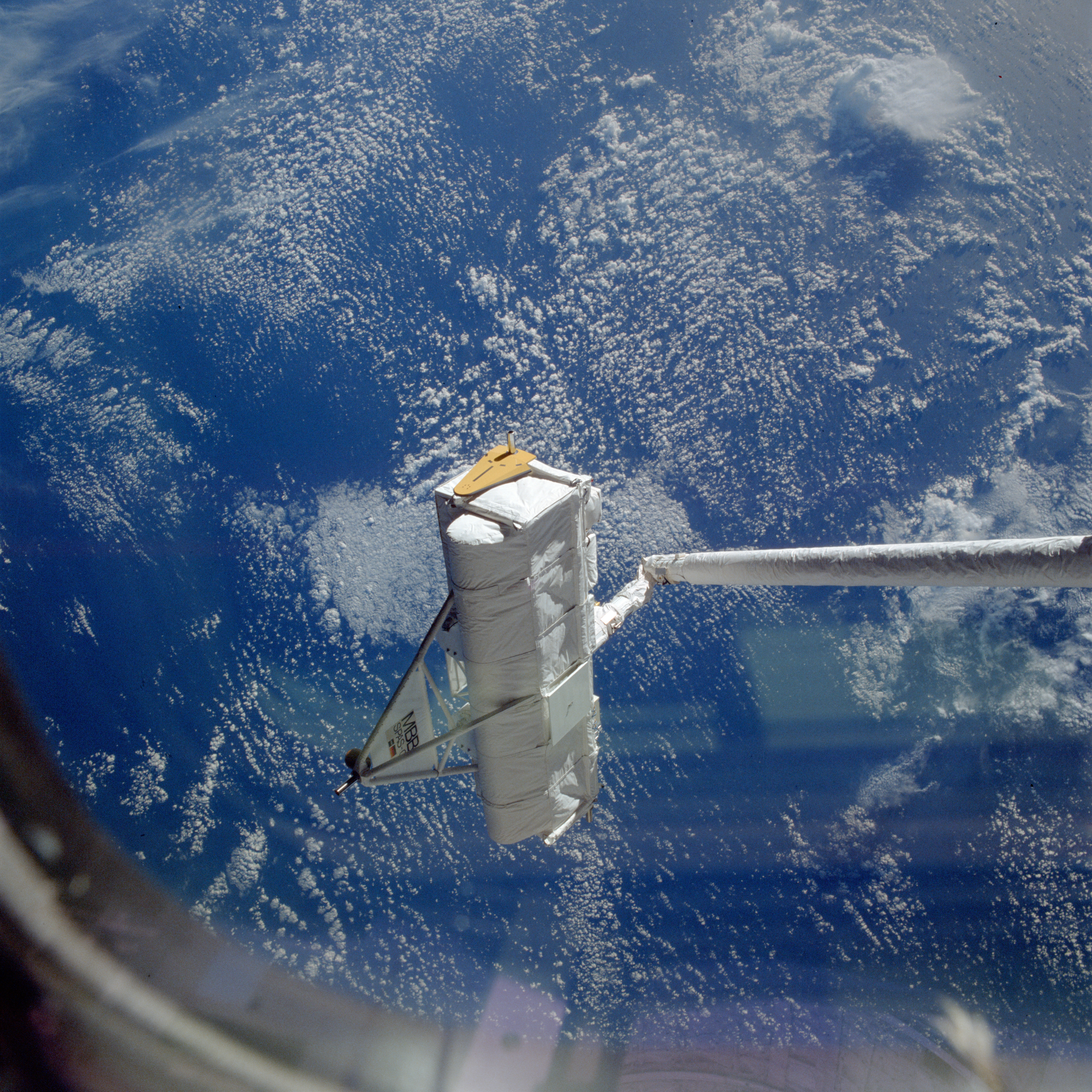